# Campionato del mondo di arrampicata 2003
Il Campionato del mondo di arrampicata 2003 si è tenuto dal 9 al 13 luglio 2003 a Chamonix, Francia.

## Specialità lead

### Uomini
| Pos. | Atleta                   | Paese     |
| ---- | ------------------------ | --------- |
|      | Tomás Mrázek             | Rep. Ceca |
|      | Patxi Usobiaga Lakunza   | Spagna    |
|      | David Caude              | Francia   |
| 4    | Christian Bindhammer     | Germania  |
| 5    | Alexandre Chabot         | Francia   |
| 6    | Sylvain Millet           | Francia   |
| 7    | Ramón Julián Puigblanque | Spagna    |
| 8    | Evgeny Ovchinnikov       | Russia    |
| 9    | François Auclair         | Francia   |
| 9    | Cédric Lachat            | Svizzera  |
| 9    | Gérome Pouvreau          | Francia   |

### Donne
| Pos. | Atleta              | Paese       |
| ---- | ------------------- | ----------- |
|      | Muriel Sarkany      | Belgio      |
|      | Emilie Pouget       | Francia     |
|      | Sandrine Levet      | Francia     |
| 4    | Jenny Lavarda       | Italia      |
| 5    | Alexandra Eyer      | Svizzera    |
| 6    | Caroline Ciavaldini | Francia     |
| 7    | Angela Eiter        | Austria     |
| 8    | Barbara Bacher      | Austria     |
| 9    | Emily Harrington    | Stati Uniti |
| 10   | Olga Shalagina      | Ucraina     |

## Specialità boulder

### Uomini
| Pos. | Atleta            | Paese       |
| ---- | ----------------- | ----------- |
|      | Christian Core    | Italia      |
|      | Jérôme Meyer      | Francia     |
|      | Tomasz Oleksy     | Polonia     |
| 4    | Mauro Calibani    | Italia      |
| 5    | Kilian Fischhuber | Austria     |
| 6    | Serik Kazbekov    | Ucraina     |
| 7    | Salavat Rakhmetov | Russia      |
| 8    | Akito Matsushima  | Giappone    |
| 9    | Stephane Julien   | Francia     |
| 10   | Andrew Earl       | Regno Unito |

### Donne
| Pos. | Atleta                   | Paese     |
| ---- | ------------------------ | --------- |
|      | Sandrine Levet           | Francia   |
|      | Nataliya Perlova         | Ucraina   |
|      | Fanny Rogeaux            | Francia   |
| 4    | Olga Bibik               | Russia    |
| 5    | Juliette Danion          | Francia   |
| 6    | Vera Kotasova-Kostruhova | Rep. Ceca |
| 7    | Venera Chereshneva       | Russia    |
| 8    | Olga Shalagina           | Ucraina   |
| 9    | Myriam Motteau           | Francia   |
| 10   | Yulia Abramchuk          | Russia    |

## Specialità speed

### Uomini
| Pos. | Atleta                | Paese    |
| ---- | --------------------- | -------- |
|      | Maksym Styenkovyy     | Ucraina  |
|      | Tomasz Oleksy         | Polonia  |
|      | Alexander Peshekhonov | Russia   |
| 4    | Oleksandr Salimov     | Ucraina  |
| 5    | Alexei Gadeev         | Russia   |
| 6    | Dmytro Konovalov      | Ucraina  |
| 7    | Sergey Sinitsyn       | Russia   |
| 8    | Iakov Soubbotine      | Russia   |
| 9    | Yevgen Kryvosheytsev  | Ucraina  |
| 10   | Csaba Komondi         | Ungheria |

### Donne
| Pos. | Atleta                | Paese     |
| ---- | --------------------- | --------- |
|      | Olena Ryepko          | Ucraina   |
|      | Tatiana Ruyga         | Russia    |
|      | Valentina Yurina      | Russia    |
| 4    | Olga Zakharova        | Ucraina   |
| 5    | Mayya Piratinskaya    | Russia    |
| 6    | Olga Bezhko           | Ucraina   |
| 7    | Edyta Ropek           | Polonia   |
| 8    | Alena Ostapenko       | Ucraina   |
| 9    | Svetlana Sutkina      | Russia    |
| 10   | Agung Ethi Hendrawati | Indonesia |